# Bune (demon)
Bune ili Bim, dvadeset i šesti duh Goecije, snažan i moćan vojvoda u paklu koji zapovijeda nad trideset legija duhova. Pojavljuje se u obliku troglavog zmaja s time da je jedna glava pseća, druga ljudska, a treća glava grifona. Govori visokim i ugodnim glasom.
Premješta tijela mrtvaca, a može zapovijediti nižim vrstama duhova i demona da se okupljaju oko grobnica. Odgovara na pitanja prizivatelja i može ga učiniti bogatim, elokventnim i mudrim. Daje istinite odgovore na pitanja.